# Gare de Kōgyō-Danchi
La gare de Kōgyōdanchi (工業団地駅, Kōgyō-Danchi-eki) est une gare ferroviaire japonaise de la ligne Sukumo (à voie unique et étroite 1 067 mm), située sur le territoire de la ville de Sukumo, dans la préfecture de Kōchi au sud de l'île Shikoku.
C'est une halte voyageurs de la Tosa Kuroshio Railway, desservie par des trains voyageurs Local.

## Situation ferroviaire
Établie à 23 mètres d'altitude, en tranchée, la gare de Kōgyōdanchi est située au point kilométrique (PK) 14,7 de la ligne Sukumo  (à voie unique et étroite 1 067 mm), entre les gares d'Arioka et de Hirata.

## Histoire
La gare de Kōgyōdanchi est mise en service le 1er octobre 1997, lors de l'ouverture à l'exploitation de la ligne Sukumo.

## Service des voyageurs

### Accueil
C'est une halte voyageurs de la Tosa Kuroshio Railway. Établie en tranchée, elle est accessible par un escalier et dispose d'un quai avec un abri,.

### Desserte
Kōgyōdanchi (TK44) est desservie par les trains Local de la ligne Tosa Kuroshio Sukumo qui circulent entre les gares de Nakamura et de Sukumo.

### Intermodalité
Un parc pour les vélos y est aménagé.